# William Chalmers
William Chalmers (Bellshill, 24 luglio 1907 – 16 luglio 1980) è stato un allenatore di calcio e calciatore scozzese di ruolo attaccante.

## Carriera

### Giocatore
Nativo di Bellshill, siglò il suo primo contratto con i Queen's Park FC di Glasgow: in due stagioni mise a segno diciotto reti in 68 gare. Le sue performance vennero notate da Bill Struth, al tempo nello staff dei Rangers di Glasgow, che lo acquistò nel 1924. Debuttò con la squadra scozzese il 18 ottobre 1924 con il Falkirk, gara vinta per 3-1, mettendo a segno la sua prima rete quindici giorni dopo nella partita vinta 4-0 contro il Partick Thistle. Rimase con i Rangers per quattro stagioni, mettendo a segno solo sette marcature in 26 presenze: ciò a causa della rottura di una gamba nel 1926, mentre disputava una gara con la squadra riserve. Il 16 marzo 1928 venne acquistato dal Newcastle United per 2.500 sterline, segnando al debutto nella gara del 7 aprile dello stesso anno persa contro il Leicester City per 5-1. Rimase con i Magpies fino al maggio 1931, siglando tredici gol in 42 partite, prima di essere acquistato per 1.000 sterline dal Grimsby Town: l'esperienza non fu però proficua, dato che la squadra retrocedette in Second Division e Chalmers marcò una sola rete in otto gare.
Nel giugno del 1932 l'attaccante passò al Bury, militante nella seconda divisione, dove rimase per quattro stagioni segnando 23 reti in 98 gare di campionato. Nel 1936 scese ulteriormente di categoria, unendosi al Notts County in Third Division, dove ritrovò il suo ex compagno di squadra al Newcastle Hughie Gallacher: la formazione sfiorò la promozione e in due stagioni Chalmers siglò diciassette reti in 65 gare. Nell'estate del 1938 passò all'Aldershot Football Club, dove rimase fino al 1943 come giocatore, dove ebbe occasione di giocare con numerosi giocatori internazionali lì stazionanti durante la seconda guerra mondiale: al termine del 1943 si ritirò dal calcio giocato, dopo aver siglato 33 gol in 95 partite.

### Allenatore
Chalmers diventò manager dell'Aldershot nel 1939, diventando per un periodo allenatore-giocatore, rimanendo in carica fino al 1943 quando si trasferì all'Ebbw Vale. 
Nella seconda parte della stagione 1947-1948 venne scelto dall'allora presidente della Juventus Giovanni Agnelli come allenatore dei bianconeri in sostituzione di Renato Cesarini: l'accordo prevedeva l'arrivo di Chalmers per l'inizio della stagione, ma l'abbandono anticipato di Cesarini fece sì che lo scozzese fosse la guida della squadra nelle ultime 10 gare del campionato.
Nel campionato 1948-1949 guidò dunque la Juventus, ma senza grandi risultati: la squadra infatti concluse il campionato al quarto posto, a sedici punti dal Torino campione. Chalmers venne considerato incompetente ed eccentrico: si racconta che faceva allenare i giocatori anche in treno e nei corridoi degli hotel dove la squadra alloggiava. Al termine della stagione, dopo alcune voci che lo indicarono come probabile nuovo allenatore del Genoa, passò ad allenare il Bury, sua ex squadra da calciatore, nel quale rimase per una sola stagione.

## Palmarès

### Giocatore

#### Competizioni nazionali
- Campionato scozzese: 3

Rangers: 1924-1925, 1926-1927, 1927-1928
- Coppa di Scozia: 1

Rangers: 1927-1928